# Nazi-Maruttash
Nazi-Maruttash est un souverain de la dynastie kassite de Babylone, qui a régné de 1307 à 1282 av. J.-C., succédant à son père Kurigalzu II. L'Histoire synchronique, chronique historique assyrienne, rapporte qu'il a affronté le roi Adad-nerari Ier d'Assyrie, de la même manière que leurs prédécesseurs respectifs s'étaient affrontés. Le roi babylonien aurait été vaincu et son campement pillé, après quoi une paix fixant une nouvelle frontière entre les deux aurait été établie.